# Dobropillia
Dobropillia (tiếng Ukraina: Добропілля) là một thành phố của Ukraina. Thành phố này thuộc tỉnh Donetsk. Thành phố này có diện tích ? km2, dân số theo điều tra dân số năm 2024 là 26700 người.